# 象山県
象山県（ぞうざん-けん）は、中華人民共和国浙江省に位置する省直轄の県であり、しばらくの間、寧波市の代理管轄下に置かれている。東シナ海に浮かぶ漁山列島や韭山列島などを含む。県政府所在地の南西に象がしゃがんだ形の象山があることにちなむ。

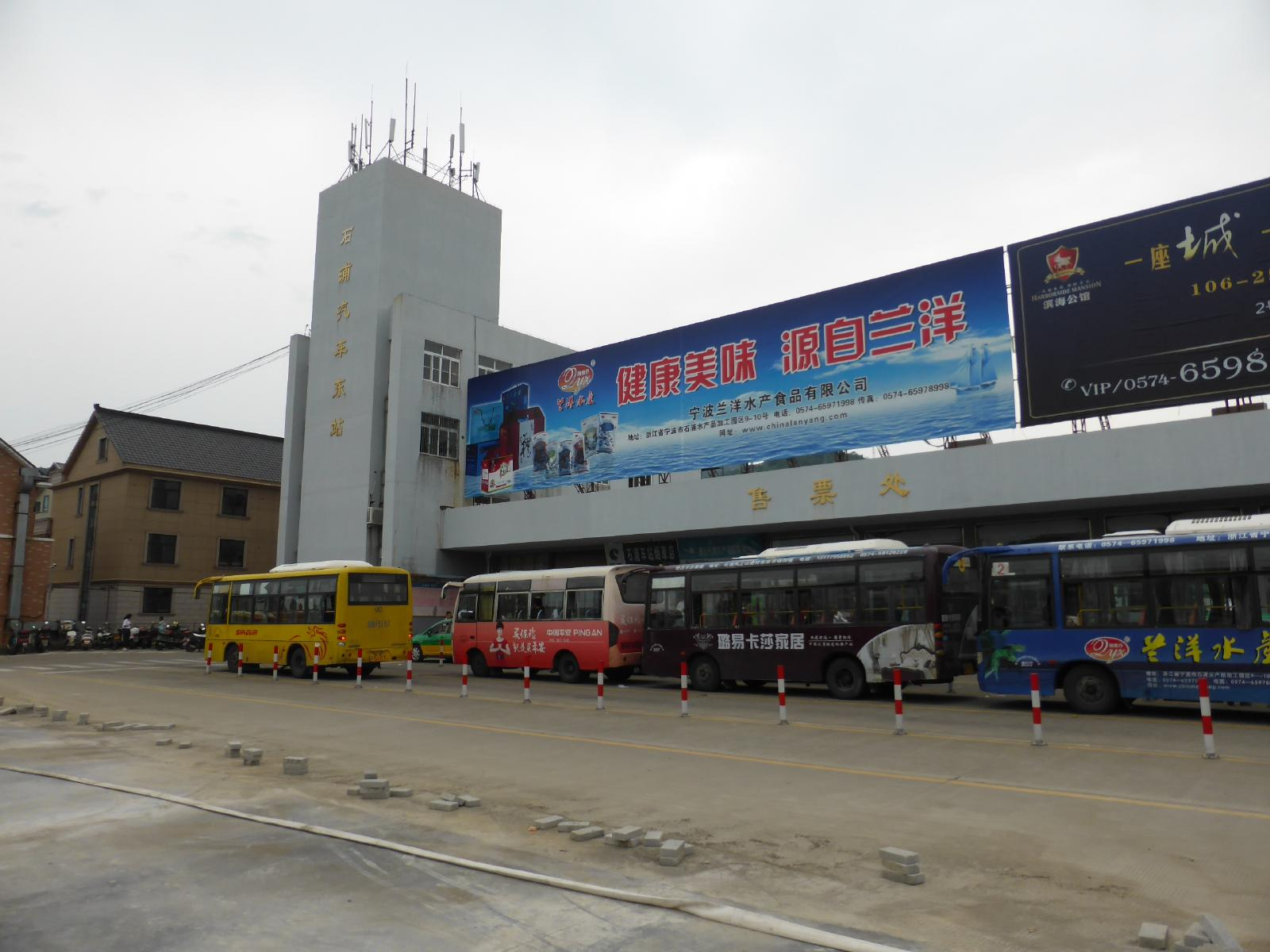
石浦バスターミナル（石浦汽車站）

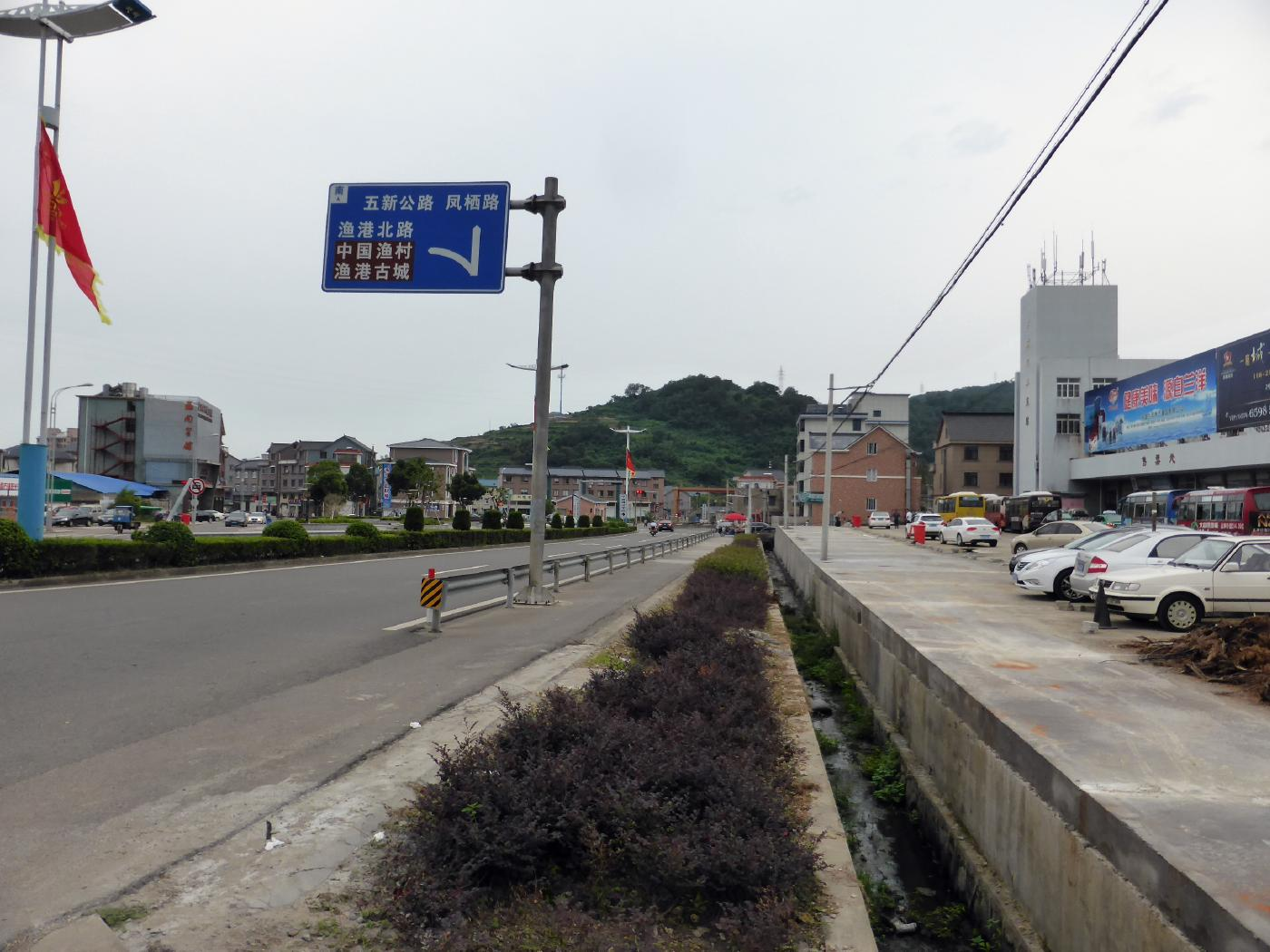
漁港古城の道路標識

## 地理
象山県は西は寧海県、北は鄞州区と接し、奉化区とは象山港の対岸に位置する。主要部は半島上にあり、三方が海に面している。山がちな地形で、山地面積は71%、森林カバー率は59%を占める。バビショウ・クロマツなどの針葉樹林と、クスノキ科の木を主とする広葉樹林とモウソウチクなどの竹林が混じる。県内の最高峰は東搬山（海抜810.8メートル）。平地は東部の南荘平原と西南部の定山平原に大きく分かれ、「上八万（畝）」、「下八万（畝）」と称され、このような県全体の地形は「七山一水二分田」と称される。
半島の南及び東海上に、漁山列島（13島）・韭山列島（27島）・泗礁列島・三岳列島・半招列島がある。
アリソフの気候区分で亜熱帯海洋性モンスーン気候地域に属する。年平均気温は約17℃と温暖湿潤で、四季がはっきりしており、平均降雨量1463ミリメートルと雨量も十分にあるが、梅雨、台風時期に集中している。山がちですぐに海に流れ込むため、水資源の利用はしづらい。東側には入り組んだ海岸線と島が多く、海洋資源が豊富で、古来漁業が（かつては製塩も）盛んに行われているが、21世紀になってからは海浜観光保養地としての開発も行われている。島嶼部には韭山列島国家級海洋生態自然保護区と漁山列島国家級海洋生態特別保護区が設置されている。

## 行政区画
- 街道：丹東街道、丹西街道、爵渓街道
- 鎮：石浦鎮、西周鎮、鶴浦鎮、賢庠鎮、牆頭鎮、泗洲頭鎮、定塘鎮、塗茨鎮、大徐鎮、新橋鎮
- 郷：東陳郷、暁塘郷、黄避嶴郷、茅洋郷、高塘島郷

## 歴史
- 約6000年前 - 考古学的にこの地で農耕や漁労が行われ、塔山文化があったことが知られている。
- 春秋時代 - 越に属した。
- 漢代 - 鄞県と回浦県に属した。
- 唐代 - 初期には寧海県及び鄮県に属したが、706年（神龍2年）両県を廃し、象山県が設置された。764年（広徳2年）に象山県は明州（南宋の慶元府、明の寧波府）に転属した。
- 明代 - 昌国衛と爵渓、銭倉に倭寇を防ぐ施設が設置された。
- 1912年（民国元年） - 南田県の県治は樊嶴に置かれたが、また、同年4月には東渓嶺以南を南田県に編入され、南田県の県治が石浦に遷された、1913年には再び、県治が樊嶴に戻された。
- 1926年5月 - 中国共産党象山支部成立。
- 1929年 - 村里制により県内が12区8里125村に分けられた。
- 1932年 - 郷鎮制に変更、5区8鎮125郷となる。
- 1940年 - 南田県を廃止され、新たに立てられた三門県に編入。
- 1943年 - 日本軍が占領、象山県政府を設置。
- 1944年 - 日本軍が石浦に南田県政府を設置。
- 1949年7月8日 - 人民解放軍が丹城の「解放」を宣言。石浦では国民党軍との戦闘が続き、20日に「解放」となった。
- 1949年8月 - 中国共産党象山県工作委員会成立。
- 1949年10月21日 - 1日の中華人民共和国成立後、寧波専区に属する象山県人民政府と中国共産党象山県委員会が発足。念方之が県長と書記を兼任。
- 1952年 - 南田が三門県から象山県に再編入。
- 1954年4月 - 舟山専区に帰属。
- 1956年5月1日 - 『象山報』創刊。
- 1958年 - 人民公社制度により、県内に9公社を設置。
- 1958年10月 - 寧海県を併合し、台州専区に帰属。
- 1961年10月 - 寧海県を再分離、象山は寧波専区（後の寧波地区）に帰属。
- 1983年 - 寧波地区と寧波市が合併し、寧波市に所属。
- 2001年6月15日 - 6月30日までに順次6鎮を廃して、3街道と2鎮に再編した。旧丹都市を、天安路で丹東街道と丹西街道に分けた。旧爵渓鎮を、爵渓街道に改変、3街道を象山県政府直轄とした。昌国鎮を廃して、石浦鎮と合併。下沈鎮を廃して、西周鎮と合併。

## 産業
伝統的に優勢を持つ漁業の他、臨港地区における造船業、発電等の産業が大きく、メリヤス製品、金型、自動車部品、水産加工などの工業と建築業も一定の規模を有している。新たに海洋生物資源開発、IT関連の産業を推進している。
農業総生産額は浙江省トップレベルで、経済作物は水稲、綿花、カラムシ、大豆など、山中にはクワ、アブラギリ、ユチャ、チャノキ、かんきつ類、ヤマモモ、ビワ、モモなどの経済用樹が植えられている。
水産物総生産量は全国的に上位にあり、タチウオ、マナガツオ、ワタリガニ類、アキアミの水揚げやマガキ、マテガイの養殖で有名。海洋レジャーなどを中心とした観光業も伸びている。
2014年の県内総生産額は388.7億人民元、公共財政収入は54.8億人民元で、都市部住民の一人当たり可処分所得は40,175人民元、農漁民一人当たりの純収入は18,127元であった。

## 観光
県南部に位置する港町石浦鎮には、清代の町並みを観光用に保存した「石浦古城」という一角があり、中国歴史文化名鎮に指定されている。石浦漁港から船で漁山列島に行くことが出来る。
- 松蘭山浜海旅游度假区
- 新橋影視城
- 中国漁村
- 石浦漁港古城
- 中国開漁節
- 象山影視城

## 交通
- 石浦港客運（漁山列島への定期船埠頭）

## 出身有名人
- 銭唐 - 明の大臣、刑部尚書
- 兪士吉 - 明の外交家
- 陳漢章 - 清の史学者
- 殷夫 - 左聯五烈士のひとり
- 徐培根 - 中国国民党幹部
- 柯受良 - 俳優、オートバイスタントマン、歌手
- 何志浩 - 中国国民党幹部、詩人
- 謝才華 - 切り絵（剪紙）
- 林崇徳 - 心理学者、教育家
- 王成意 - 射撃選手
- 黄興国 - 天津市市長
- 呉開科 - 水利事業家